# پاسپارتا
پاسپارتا (به لاتین: Pasparta) یک منطقهٔ مسکونی در روسیه است که در جمهوری آلتای واقع شده‌است.